# Eduardo Arroyo
Pour les articles homonymes, voir Arroyo.
Eduardo Arroyo, né le 26 février 1937 à Madrid et mort le 14 octobre 2018 dans la même ville, est un peintre, graveur, lithographe, sculpteur et décorateur de théâtre espagnol.
Représentant majeur de la Figuration narrative et de la Nouvelle figuration espagnole qui se développa en Europe au début des années 1960, ses tableaux traitent de l'exil, des assassinats politiques, des complicités dont bénéficie le régime de Franco, des espagnolades qui masquent la réalité fasciste de l'Espagne et des bases américaines qui soutiennent l'impunité de Franco. 

## Biographie
Eduardo Arroyo naît le 26 février 1937 à Madrid.
Son père était pharmacien, homme de droite phalangiste. Eduardo Arroyo a grandi dans le Madrid des années 1950. Élève du lycée français, il a de piètres résultats ; il intègre une école pour « cancres transfuges de tous les collèges » de la ville[réf. nécessaire], puis une école de journalisme. 
Après avoir exercé le métier de caricaturiste de presse en 1957 et s'être initié à la peinture, il se rend à Paris, pour fuir le franquisme, en abandonnant cette première activité, sans toutefois renoncer à l'écriture, sa première vocation.
À Paris, il fait des petits boulots pour survivre et dessine des portraits à la terrasse des cafés ou reproduit les chefs-d'œuvre du musée du Prado à la craie sur le trottoir. En résidant dans la capitale, il prend aussi « conscience de la réalité sociale, de la réalité des opprimés et (qu’il) se politise ». Il rencontre de jeunes peintres surréalistes espagnols et des vieux républicains. Puis il fait la connaissance d'Antonio Recalcati. Les deux artistes vont « faire de l’agitation politique à l’intérieur du Salon de la Jeune Peinture » avec Gilles Aillaud. Ensemble, ils réalisent des œuvres collectives, questionnent le rôle de l’artiste dans la société, sur la peinture comme arme militante.
En 1960, il commença à exposer au Salon de la jeune peinture, mais il se fit connaître à l'occasion de la IIIe Biennale de Paris de 1963, où il exposa son polyptyque Les quatre dictateurs, une série de portraits de dictateurs incluant Franco, qui provoqua la protestation du gouvernement espagnol. Les quatre dictateurs sont Mussolini, Hitler, Salazar et Franco, représentés de manière allégorique. En 1963, deux des dictateurs peints sont encore vivants : Salazar et Franco. Ces dictateurs n'ont pas de visage reconnaissable sur le tableau. Seul un drapeau en arrière-plan permet de déduire la nationalité du dictateur et donc du nom que l'on peut attribuer. Les corps des quatre dictateurs sont grotesques, vidés d’âme, sans visage et sans cœur. À l'intérieur de leurs figures, Arroyo dénonce les pires crimes commis par les dictateurs. Hitler est ainsi couronné d’un fil de fer barbelé rappelant les camps de concentration tandis que Salazar est caractérisé par les horreurs coloniales. Franco est flanqué d'un visage où figurent un bombardement et des manifestants. Pour éviter de provoquer des hostilités avec l’Espagne, André Malraux, le président de la Biennale, sous pression de l’ambassade espagnole, exige la dissimulation des différents drapeaux pour éviter que les dictateurs soient reconnaissables. 
Toujours en 1963, il réalise une exposition à la galerie Biosca de Madrid, inaugurée sans sa présence, dès lors que poursuivi par la police, il doit fuir à Paris. L'exposition est alors interdite et ferma quelques jours plus tard. En octobre, il participe à l'exposition Grands et jeunes d'aujourd'hui à la Galerie Charpentier avec Orlando Pelayo, Georges Feher, Albert Bitran, André Cottavoz et Gustav Bolin sous le parrainage d'Alexandre Garbell. 
En juillet 1964, il participa à l'exposition Mythologíes quotidiennes, fondatrice du mouvement de la figuration narrative au Musée d'art moderne de la ville de Paris avec Bernard Rancillac, Hervé Télémaque, Peter Klasen, Antonio Recalcati, Jacques Monory, Leonardo Cremonini, Jan Voss et Öyvind Fahlström et l'année suivante à l'exposition éponyme La figuration narrative dans l'art contemporain, où il présenta avec Gilles Aillaud et Recalcati le polyptyque Vivre et laisser mourir ou la fin tragique de Marcel Duchamp, acquis en 2013 par le Musée Reina Sofia, qui constitue le manifeste de ce mouvement.
Ayant quitté l'Espagne franquiste en 1958, il se partage depuis lors entre Madrid et Paris. Proche de Hervé Télémaque, il est comme lui un des représentants majeurs de la Nouvelle figuration et un des fondateurs du mouvement de la figuration narrative. Son style se caractérise par une relative absence de profondeur et une perspective frontale en aplat.
Après avoir participé aux événements de 68, il se tourne vers la réalité espagnole : « les luttes, le procès de Burgos, Franco, la dictature, l’Église, enfin tout le spectre de ce que sera l'Espagne jusqu'à la mort de Franco ». "El caballero español", œuvre réalisée à cette époque, se veut le portrait d’un bourgeois sous le régime franquiste. El caballero montre une star ou danseur de flamenco au regard aguicheur, travesti en femme. Sur un ton ironique, le peintre montre le caballero prenant la pose comme si on le photographiait. Il est enveloppé d'une aura, d'un halo de lumière, le reste du studio demeurant dans la pénombre. Le procédé photographique est utilisé avec le gros plan sur l'escarpin avec un effet zoom sur la chaussure. Le peintre s'est inspiré de l’image médiatique, de la photographie de magazine et celle du cinéma américain. Ce tableau peut être interprété comme une critique d'une tradition culturelle avec la robe, panoplie typique d’une danseuse espagnole, derrière laquelle un peuple se cache. 
Arroyo a été l'un des principaux artistes contestataires du franquisme. Il a notamment repris plusieurs œuvres de Joan Miró (La Ferme, etc.). En 1974, il est banni d'Espagne par le régime de Franco et ne récupère son passeport espagnol qu'à la mort de celui-ci en 1976. Ainsi, sa fortune critique ne fut pas immédiate dans son propre pays, jusqu'au début des années 80, lorsqu'il reçut en 1982 le Prix national d'arts plastiques, comme réparation de cet éloignement forcé. La même année, le Musée national d'art moderne lui consacra une importante rétrospective.
Le peintre s'amuse aussi à mettre en dérision les peintres contemporains comme Marcel Duchamp, Salvador Dalí et Miró (L'enterrement de Marcel Duchamp en 1966 Vivre et laisser mourir ou la Fin tragique de Marcel Duchamp, La Femme du mineur Perez-Martinez Constantina rasée par la police en 1967, copie-charge du Portrait d'une danseuse de Miró). La femme du mineur Pérez Martínez, Constantina (dite Tina) tondue par la police. Cette œuvre est le portrait de Constantina Pérez Martínez, une femme forte, indépendante et une combattante. Constantina était la fille d'un fusillé de la guerre civile espagnole et détenait de fortes convictions politiques de gauche. À l'âge de 18 ans, elle se marie avec Victor Bayon, un mineur des Asturies. En avril 1962, elle a pris la tête d'un mouvement de grève dans les mines. Ce mouvement était le premier depuis le début de la dictature et était soutenu par les Commissions ouvrières. Le mari de Tina a été arrêté à Cáceres et les femmes des mineurs, y compris Tina, jouèrent un rôle décisif et fondamental dans la lutte ouvrière. Le mouvement ouvrier a été mené à Sama de Langreo par les femmes des mineurs. Dans cette localité, la répression fut brutale contre les manifestants. Tina a été arrêtée par la police et torturée lors des interrogatoires policiers. La police a décidé de lui raser ses cheveux et elle a été menacée si elle révélait qui était les coupables de cet acte. La grève des mineurs des Asturies fut un symbole de la résistance bien que ce mouvement fut caché par les autorités franquistes. En 1965, Tina et sa fille ont été arrêtées puis sa fille fut libérée mais Tina est morte en raison des tortures pratiquées par la police. Eduardo Arroyo a voulu rendre hommage à Constantina Pérez et aux autres femmes des mineurs des Asturies qui ont lutté lors des grèves de 1962. Puis il contribue aux Affiches murales et slogans de Mai 68.
Eduardo Arroyo bat en brèche les clichés de la figure féminine en peinture. L'identité féminine est souvent associée en peinture à la bonté, la grâce, la beauté et la mesure. Dans ce tableau, de nouveaux qualificatifs sont associés à la figure féminine : la force, la lutte, l'orgueil et la participation sociale. 
Avec le Portrait du nain Sébastien de Mora, bouffon de cour né à Cadaqués dans la 1re moitié du XXe siècle, (1970), il pastiche Velasquez et le parodie en utilisant le visage de Dalí. Le tableau Gilles Aillaud regarde la réalité par un trou à côté d'un collègue indifférent, (1973) s'inspire d'une photo d'Henri Cartier-Bresson, en coloriant comme une palette le visage d'un des deux personnages. Le Meilleur cheval du monde, (1975, MNAM) est un portrait équestre d'Élisabeth II dont le visage est vide. Avec La Ronde de nuit (1975), il pastiche l'œuvre de Rembrandt : des gourdins sont substitués aux hallebardes et deux panneaux de paysages urbains ont été ajoutés.
Il désacralise aussi les personnalités politiques en les peignant sur un ton plus ou moins irrespectueux comme Napoléon Bonaparte (Six laitues, un couteau et trois d'épluchures en 1965, Les Soucis d’Espagne en 1965) et Winston Churchill (1970). Il réalise aussi des peintures d'histoires de grand format (Portrait de Walter Benjamin en 1998) ou (Le jour où Richard Lindner est mort). S'il déteste les hagiographies des grands héros de l'histoire, il abhorre aussi la neutralité qui cache les compromissions les plus scandaleuses, la lâcheté et l'impéritie la plus redoutable. 
Heureux qui comme Ulysse peint en 1976 fait écho au thème de l’exil, sujet récurrent dans les œuvres du peintre. 1977 est l’année où, deux ans après la mort de Franco, Arroyo récupère son passeport, qui avait été confisqué par les autorités espagnoles, et peut alors rentrer chez lui. Le tableau montre la désillusion des espagnols qui retournent dans leur pays après la dictature de Franco. Le peintre est aussi connu pour sa série d'autoportraits en Robinson Crusoë. Il montre l'individualisme dérisoire de l'artiste. Cette série fait écho aussi à son exil volontaire. Dans ce tableau, sur un mode ironique, le peintre s'est habillé de peaux de bêtes, chaussé de haillons ficelés, coiffé d’un chapeau «tyrolien» piqué de plumes. Il est assis dans un fauteuil sorte de trône brinquebalant d'un peintre-roi exotique. Ce meuble occupe entièrement une île minuscule. Le peintre se montre focalisant toute son attention sur une petite marine exécutée dans une palette de voyage. 
Pour la série Toute la ville en parle réalisée dans les années 1980, Arroyo s'est inspiré du film Toute la ville en parle (1935) de John Ford. L’artiste illumine la scène du crime avec une efficacité magistrale, une scène comprenant à la fois vivants des morts et des témoins cachés dans l’ombre ainsi que le meurtrier en train de s’échapper. Dans cette série est inclus Le chat noir (1982) et Carmen Amaya frit des sardines au Waldorf Astoria (1988). (Carmen Amaya est une danseuse de flamenco). Pour cette série, il s'inspire du monde des affiches de cinéma, des néons dans la nuit et des stars en vedette.
Le peintre aime la boxe (il a d'ailleurs rédigé une biographie du boxeur Panama Al Brown) et en a épousé les codes. Il fait de l'attaque une défense et de l'agressivité une morale. Il collectionne les œuvres d'art liées au thème de la boxe et on trouve dans sa collection les noms d'artistes comme Paul Rebeyrolle, Jean Cocteau ou Jean-Francis Laglenne
Son activité de scénographe débuta avec le cinéaste Klaus Michael Grüber, et il connut un de ses plus grands succès en 1982, avec “La vie est un songe” de Calderón de la Barca, sous la direction de José Luis Gómez. En 1999 il monta avec Grüber l'opéra Tristan et Isolde, de Wagner, au festival de Salzbourg. Il a également produit des sculptures et des livres illustrés.
En 2000, il reçoit la Médaille d'or du mérite des beaux-arts par le Ministère de l'Éducation, de la Culture et des Sports.
En 2009, il publie ses mémoires sous le titre de Minuta para un testamento (« Note pour un testament »).
En 2018, il participe à la Foire Arco de Madrid puis s'éteint dans son domicile madrilène le 14 octobre 2018 à Madrid.

## Œuvre

### Peinture, graphisme
Plusieurs de ses œuvres sont conservées au Musée national centre d'art Reina Sofía de Madrid.
Technique mixte
- Sin título (Ángeles)[8], en collaboration avec Adolfo Estrada et Alberto Greco, 1963
- Asesinato de Duchamp[9] (diptyque), 1965
- Hombre con sombrero[10], 1976
- La corbata[11]
- Platón[12], 1989

Huile sur toile
- Los cuatro dictatores[13], 1963
- Vivre et laisser mourir ou la fin tragique de Marcel Duchamp[14], en collaboration avec Gilles Aillaud, Antonio Recalcati, Francis Biras et Fabio Rieti, 1965
- España te miró[15], 1967
- La Femme du mineur Perez-Martinez, dite Tina, rasée par la police, 1967
- La Datcha, en collaboration avec Gilles Aillaud, Francis Biras, Fabio Rieti et Lucio Fanti, 1969
- Oui oui, nous rentrerons dans le Marché Commun[16], 1971
- Le jour où j'ai rencontré mon premier amour[17], 1971
- Le Meilleur cheval du monde (série), 1975
- Ronde de nuit aux gourdins, 1975-1976
- Heureux qui comme Ulysse, 1977
- Toute la ville en parle. Le chat noir[18], 1982
- Madrid-París-Madrid (1)[19] et (2)[20], 1984
- Carmen Amaya frit des sardines au Waldorf Astoria[21], 1988
- Gatos y perros[22], 1989
- Rashomon[23], 2000
- Una tenista anonima disputa un set a Mickey[24], 2007
- Velasquez prend le soleil[réf. nécessaire]
- La lutte de Jacob et l'ange, 2011

### Gravures
Liste complète des œuvres d'Eduardo Arroyo :
Lithographies
- 1970 : Constantina Martinez rapatta dalla polizia, Pont d'arcole, Perro español, Saint Bernard, Notes pour Guernica, Encore une femme, El Alamein, Projetto futura ambasciata di Mosca a Madrid,
- 1971 : Le addizioni stagliate
- 1972 : Guillaume Tell, Winston Churchill, Churchill, Napoleone e Steinberg... mezzogiorno et Churchill, Napoleone e Steinberg... mezzanotte
- 1975 : Faust
- 1976 : Faust
- 1978 : Parmi les peintres, Suicide de Ganivet
- 1979 : Souliers, J.M.B.W
- 1981 : Roland Garros 1981
- 1982 : Madrid 1982, Le saladier d'argent, Panama, Parmi les peintres, Triangle rouge
- 1983 : The broad, Brelan
- 1984 : illustration des oraisons funèbres de André Malraux, 11 lithographies originales dont un portrait de Malraux en frontispice. Commémoration de la mort de Jeanne d'Arc, Transfert des cendres de Jean Moulin au Pantheon
- 1985 : Corrida de toros, Fallas 86 Valencia, Vin de Vaux, Panama, Madrid-Paris-Madrid
- 1986 : Madrid-Paris-Madrid, Docteur, La nuit espagnole
- 1987 : Médecins du Monde, Deux mille, Casablanca
- 1988 : Waldorf Astoria
- 1989 : Waldorf Astoria II, Hommage à la Tour Eiffel, Marianne, Europe, Sócrates, Money I et Money II
- 1990 : Aceto, Bastiano, Gobbo, Nerbo, Amaranto, Tabarre di Volterra, Beppe Gentile, Ganascia, Lazzaro, Vittorino, Rougemont
- 1991 : Cyrano de Bergerac, Hôtel Capitol Toulouse, Espagne
- 1992 : 9 novembre I femme, 9 novembre II homme, Prêt-à-porter, Portrait de James Joyce, Lintas, L'amateur d'estampes
- 1993 : Galaxie Gutemberg, Christophe Colomb, María Dolores, Truman Capote. Hotel Algonquin en Nueva-York, Escenificación, La Meilleure, Moderna de lencería, Gutenberg, Sardinas en aceite, Rey negro, Suiza, Vin Saint, Polifemo, Bécassine Royale, Adán y Eva, Servicio secreto, Bœuf à la gelée T1, Le Nègre du Narcisse, Finlandia, Peluquero, Princesa de Eboli I, Princesa de Eboli II, Corsé y albaricoques, Praslin, Semana Santa, Dans la forêt lointaine, Mingitorio, Vanitas, En el castillo de Barba-Azul
- 1994 : Saverio Turiello, la Pantera di Milano, 29 avril, II faut lire Cortázar, Doble retrato de Giuseppe Verdi, Stendhal, viaje a Italia, Laurel y Hardy, Moulin Rouge, Tauromaquia, El rey Marco Del Re, Murciélago encaramado, Angelus, Arthur Cravan tras su combate contra J.Johnson, Madame et Monsieur Justerini and Brooks, Ravioli, Sherlock Holmes negativo, Sherlock Holmes positivo, Mickey Mouse en Rusia, Carlo Monte en Monte Carlo, Pluto, La serpiente de Eva
- 1995 : Barbe Bleue, Blanche Neige, Chaperon Rouge, Guillermo Hotel, La venus de Milo, James Joyce, Cyrano de Bergerac, L'après-midi d'un faune, Lobo, Frau Maria Michel, Pescador, El martirio de San Sebastián, La charca de los patos, Lord Byron, Cyrano cazador, Blanca-nieve, Torero, Celestina, Giacomo Casanova, München, Donald, Deshollinador, Don Juan Tenorio, Canguro Boxeador, Goethe, Romeo y Julieta, Art nègre, Mujer del veterinario con cicatriz, Captiva, Mint'alo, Petit Louis, La chicharra y la hormiga, El gran Visir, Servicio secreto, Caperucita Roja, La reina de Cadaques, Saucisse et Saucisson, Maillot jaune, Grand Guignol, Cenicienta, El rey de la noche
- 1996 : Manuel de Falla, Peau d'Âne, Aladino, Justa, Corral, Tortuga, Aloys Senefelder
- 1997 : Le Baron Pierre de Coubertin á l'Auto, Le Baron Pierre de Coubertin
- 2005 : Portrait de Jacques Goddet réalisé pour le portfolio créé par Cristel Éditeur d'Art pour le 2e Prix Jacques-Goddet (Trophée LCL), prix qui récompense chaque année le meilleur article de la presse francophone publié durant le Tour de France.

Sérigraphies
- 1971 : Iberia
- 1972 : Mort a Grenade... l'été 1970 non loin de la Costa del Sol
- 1973 : Azul, Zapato, La tua parola, Mare, Palmeras, Paisaje, Hasta la vista, 26 gennaio 1918, Parmi les peintres
- 1976 : Gato
- 1978 : Gato
- 1982 : Chien et chat
- 1984 : Brelan
- 1986 : Itaca 1976-1986, 9 d'octubre
- 1987 : Madrid-Paris-Madrid, Brelan, Gazelle
- 1989 : Waldorf Astoria
- 1990 : Waldorf Astoria
- 1991 : Masculin - Fémenin
- 1992 : Beethoven, Brahms, Rossini, Jazzpaña
- 1993 : Bouche, Arthur Cravan après le combat contre J.Johnson, Joselito
- 1995 : Beethoven, Universitat Pompeu Fabra
- 1997 : Waldorf Astoria
- 1998 : Olympie
- 1999 : Cristobal Colón, Ela de Graveloch
- 2002 : Encuentro con Rosa Torres P., Robles de Laciana

Autres gravures
- 1988 : Toute la ville en parle, Capitol, Ritz, Money
- 1989 : Granada I, Granada II, Mistral, Carmen Amaya frit des sardines. W. Astoria, E.A., Sardine et sommier, Ritz, Capitol,
- 1990 : Homme coq, Œil, nez, bouche, Grand Hôtel et d'Angleterre, Hôtel France-Chateaubriand
- 1991 : Châle, Portrait de Concha Piquer, Portrait du nain Sebastián de Morra, né à Cadaqués..., La criada de Teniers, Cléopatre, Vanitas, L'enfant blessé II, L'enfant blessé V, Paravent aux chiens et aux chats, Dame d'Elche I, Dame d'Elche II, Colomb
- 1992 : Paravent aux chiens, Cyrano de Bergerac, Lady Chatterlay, Portrait de Walter Benjamin I, Portrait de Walter Benjamin II, Portrait de Walter Benjamin III
- 1993 : Paravent aux chiens et aux chats, Grenade I, Grenade II, Fiancée électrique, Puerta del Sol, Secretaria I, Madame Butterfly, Juana de Arco, William Shakespeare, Don Quijote, Peldaño, Scheherazade, Bataclan, Strip tease, Monnaie de singe
- 1994 : Dame de cœur, Duchess Hotspur, Guiller-Motel I, Guiller-Motel II, Oui, Waldorf Astoria
- 1995 : Panama al Brown I, Panama al Brown II, Víctor y la ogresa, Suela y labios, Víctor y la ogresa, Frasco y grasa, Víctor y la ogresa, Tuerca y gasa, Secretaria II, Vincent Van Gogh, Madame Butterfly II, Ave Fenix
- 1996 : Francisco de Goya y Lucientes, Dos campesinas y una vaca, Cibeles y Raspas
- 1997 : Manolete, Gilbert Jonás, Adrián Leverkühne, Levitación, Dick Heldar, Ginevra di Piombo

### Sculpture
Sculpture sur fer
- Ramoneur[26], 1986

## Expositions

### Individuelles
Eduardo Arroyo a exposé dans de nombreuses salles de nombreux pays, dont le musée d'art moderne de la ville de Paris, l'Association d'art de Francfort de Francfort-sur-le-Main, la Galerie Maeght de Barcelone, la Fondation nationale des arts graphiques et plastiques de Paris, le musée Guggenheim de New York ; a participé à de nombreux concours, dont le DAAD de Bonn et a obtenu en 1991, ex-æquo avec Osvaldo Rodríguez, le Premier Prix de la Biennale de gravure de Stuttgart.
En 1982 a lieu une exposition rétrospective, « Eduardo Arroyo, 1962-1982, 20 años de pintura », dans plusieurs salles européennes : aux Salas Ruiz Picasso (Madrid), au Centre Georges-Pompidou, au Musée national d'art moderne (Paris), à la Galleria Documenta (Turin), à la Galerie Karl Flinker et à la Foire internationale d'art contemporain de Paris.
L’exposition "La force du destin" est présentée à l’Hôtel des Arts de Toulon du 17 octobre 2015 au 10 janvier 2016.
Exposition à la fondation Marguerite et Aimé Maeght du 1er juillet au 19 novembre 2017, intitulé dans le respect des traditions.

### Collectives
- Grands et jeunes d'aujourd'hui, Galerie Charpentier, Paris, 1963.
- Documenta, 1977.
- Biennale de Paris, 1985.
- Exposition d'art contemporain - dix-sept artistes espagnols : Eduardo Arroyo, Antoni Clavé, Andrés Segovia, Antoni Tàpies…, salons d'honneur de l'hôtel de ville de Levallois-Perret, septembre-octobre 1992.
- Envisager/Dévisager - Henri Michaux, Ricardo Cavallo, Eduardo Arroyo, Asger Jorn, François-Marie Anthonioz, Francisco Toledo, Galerie Pierre Brullé, 1994.
- Biennale de Venise, 1997.
- Champs libres, Espagne(s) - Eduardo Arroyo, Miquel Barcelo, Eduardo Chillida, Carles Gabarró, Antonio Saura, José Subirà-Puig, Antoni Tàpies, Office régional culturel de Champagne-Ardenne, Épernay, 2002[29].
- Peintures des années 1959-60 - Eduardo Arroyo, Henri Déchanet, Jacques Doucet, Alexandre Garbell, Raymond Guerrier..., La Capitale Galerie, Paris, novembre 2008 - janvier 2009.

## Publications
- Trente cinq ans après, précédé d'un entretien avec B. Lamarche-Vadel, Union générale d'éditions, 10/18, série S, 1974, 125 p., ill.
- Mémoire blanche, Accord Édition, Toulouse, 1993
- Eduardo Arroyo (trad. de l'espagnol par Fabienne Di Rocco), Minutes d'un testament [« Minuta de un testamento »], Paris, Éditions Grasset et Fasquelle, 2010, 411 p. (ISBN 978-2-246-75911-9)
- Saturne ou le banquet perpétuel, collection "L'art en écrit", éditions Jannink, Paris, 1994
- Panama Al Brown, 1902-1951, Grasset, 1998
- Dans des cimetières sans gloire : Goya, Benjamin et Byron-Boxeur, grasset, 2004
- Sardines à l'huile, Édition Plomb, 1993  (ISBN 978-2259022194)

## Distinction
- Prix du syndicat de la critique 1990 : meilleur créateur d'élément scénique pour La Mort de Danton